# 埃利斯縣 (奧克拉荷馬州)
埃利斯縣（英語：Ellis County）是美國奧克拉荷馬州西部的一個縣，西鄰德克薩斯州。面積3,190平方公里。根据美國2000年人口普查，共有人口4,075人。縣治阿內特 （Arnett）。
縣政府成立於1907年11月16日。縣名紀念制憲會議副主席阿伯特·H·埃利斯（Albert H. Ellis）。